# 弁長
弁長（べんちょう）は、平安時代後期から鎌倉時代にかけての浄土宗の僧。鎮西義の祖。父は古川則茂。字は弁阿（べんな）。房号は聖光房（しょうこうぼう）。

## 概要

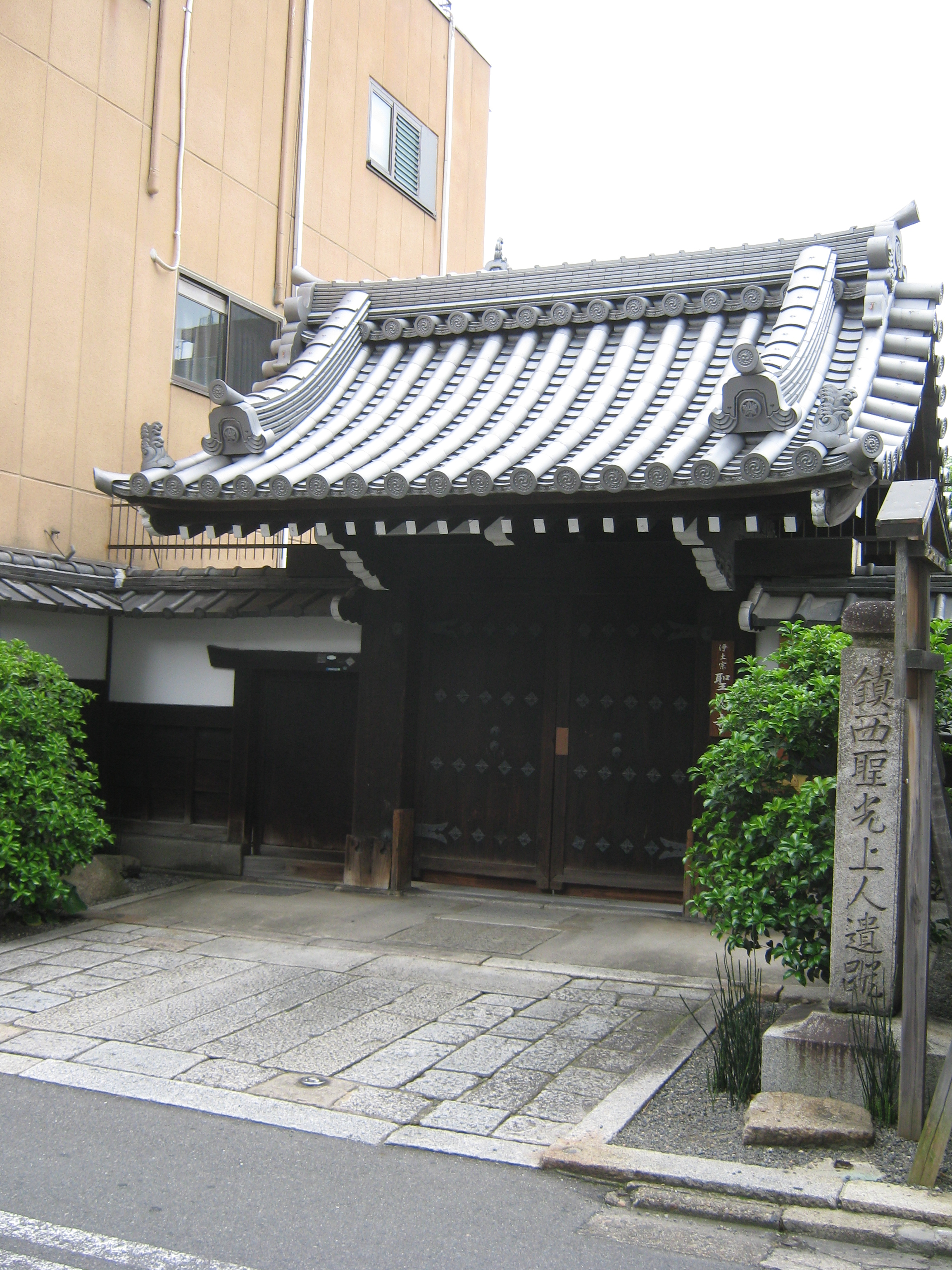
鎮西聖光上人遺蹤、この地に聖光寺を建立した、京都市下京区寺町通仏光寺上る東側

筑前国香月（現福岡県北九州市八幡西区）の出身。現在の浄土宗での第二祖。諡号・大紹正宗国師が滅後600年の文政10年（1827年）に仁孝天皇より贈られている。
仁安3年（1168年）、出家して、安元元年（1175年）に観世音寺の戒壇で受戒して天台系の僧となった。
寿永2年（1183年）、比叡山に登り観叡に師事し、後に証真に師事した。建久元年（1190年）、故郷に帰ると鎮西の聖地油山の学頭（その山における統率者）となった。建久4年（1193年）、異母弟三明房の死に臨んで無常を感じ、浄土教に強く惹かれるようになった。そして、明星寺五重塔建設に際して、安置する本尊の建造にあたって注文の為、建久8年（1197年）に上洛する。当時、都中の話題となっていた称名念仏を説く法然を訪ねて、その日のうちに弟子となる。
弁長は都を離れた後に故郷筑前に戻り、筑後国・肥後国を中心に念仏の教えを弘めた。筑後国高良山の麓、厨寺（現・厨山聖光院安養寺）にて千日の不断念仏を勤め、あまたの奇瑞が現れて多くの念仏信者を得ることとなる。後に筑後国山本に善導寺を建立して九州における念仏の根本道場とし、肥後国白川に往生院を開いた。
弁長の流派を鎮西義という。現在の浄土宗である。
弟子に3祖の然阿良忠をはじめ、宗円・入阿など多数いる。

## 著書
- 『浄土宗要集』[1]
- 『末代念仏授手印』[2]
- 『徹選択集』[3]

など

## 伝記解説
- 『弁長　梶村昇、　隆寛 福原隆善』、詳しい解説

　＜浄土仏教の思想　第10巻＞講談社、1992年
- 梶村昇　『聖光と良忠　浄土宗三代の物語』　(浄土選書35)浄土宗出版部、2008年
- 坂田良弘　『鎮西聖光上人の教学』　＜浄土宗学研究叢書.祖師篇＞国書刊行会、1984年－戦前刊の復刻版